# Tropiocolotes nubicus
Tropiocolotes nubicus — вид геконоподібних ящірок родини геконових (Gekkonidae). Мешкає в Єгипті і Судані.

## Поширення і екологія
Tropiocolotes nubicus мешкають в долині Нілу на території Єгипту (на південь від Асуану) і Судану (на південь до Рабака і Вад-Медані). Вони живуть на кам'янистих пагорбах, у неглибоких піщаних ваді, трапляються поблизу людських поселень. Зустрічаються на висоті від 150 до 200 м над рівнем моря.